# Péter Pázmány
Péter Pázmány, né le 4 octobre 1570 à Nagyvárad, en Transylvanie et décédé le 19 mars 1637 à Presbourg est un prêtre jésuite hongrois, prédicateur et écrivain polémiste de renom. Archevêque-primat d'Esztergom en 1616 il est fait cardinal en 1629. Il est considéré comme le père de la renaissance catholique et culturelle en Hongrie.

## Biographie

### Jeunesse et formation
Né de parents calvinistes le 4 octobre 1570 Péter Pazmány devient catholique à l’âge de 14 ans alors qu’il étudie au collège jésuite de Kolozsvár (Cluj). Il y fait la connaissance du premier jésuite hongrois István Szántó (hu). Quatre ans après sa conversion, en 1588, il entre au noviciat des jésuites, à Cracovie.
La première formation spirituelle terminée, il étudie la philosophie à Vienne (1590-1593) et la théologie au Collège romain de Rome (1593-1596). Il se fait remarquer par sa vive intelligence, son amour de la culture hongroise et des sciences bibliques et surtout par son tempérament de chef. Ordonné prêtre le 13 avril 1596 à Rome, il y termine le parcours de formation jésuite par le troisième an (1596-1597), avant de retourner dans son pays. 

### Professeur et écrivain
Son premier poste est à l'université de Graz où il enseigne la philosophie (1597-1603) puis la théologie (1603-1607). 
Durant ces années d’enseignement il est souvent envoyé comme « missionnaire » en Hongrie, où le catholicisme est menacé. Il commence à écrire, essentiellement des œuvres apologétiques et bibliques. 
En 1607 l’archevêque d’Esztergom, François (Ferenc) Forgách le prend auprès de lui comme conseiller pour les affaires de l'Église de Hongrie. Bien inséré dans la culture et le milieu hongrois il écrit de plus en plus : 13 œuvres apologétiques. Son influence ramène une trentaine de familles aristocratiques hongroises au catholicisme, et avec elles, les habitants de leurs domaines (Cujus regio, ejus religio) 

### Archevêque d’Esztergom

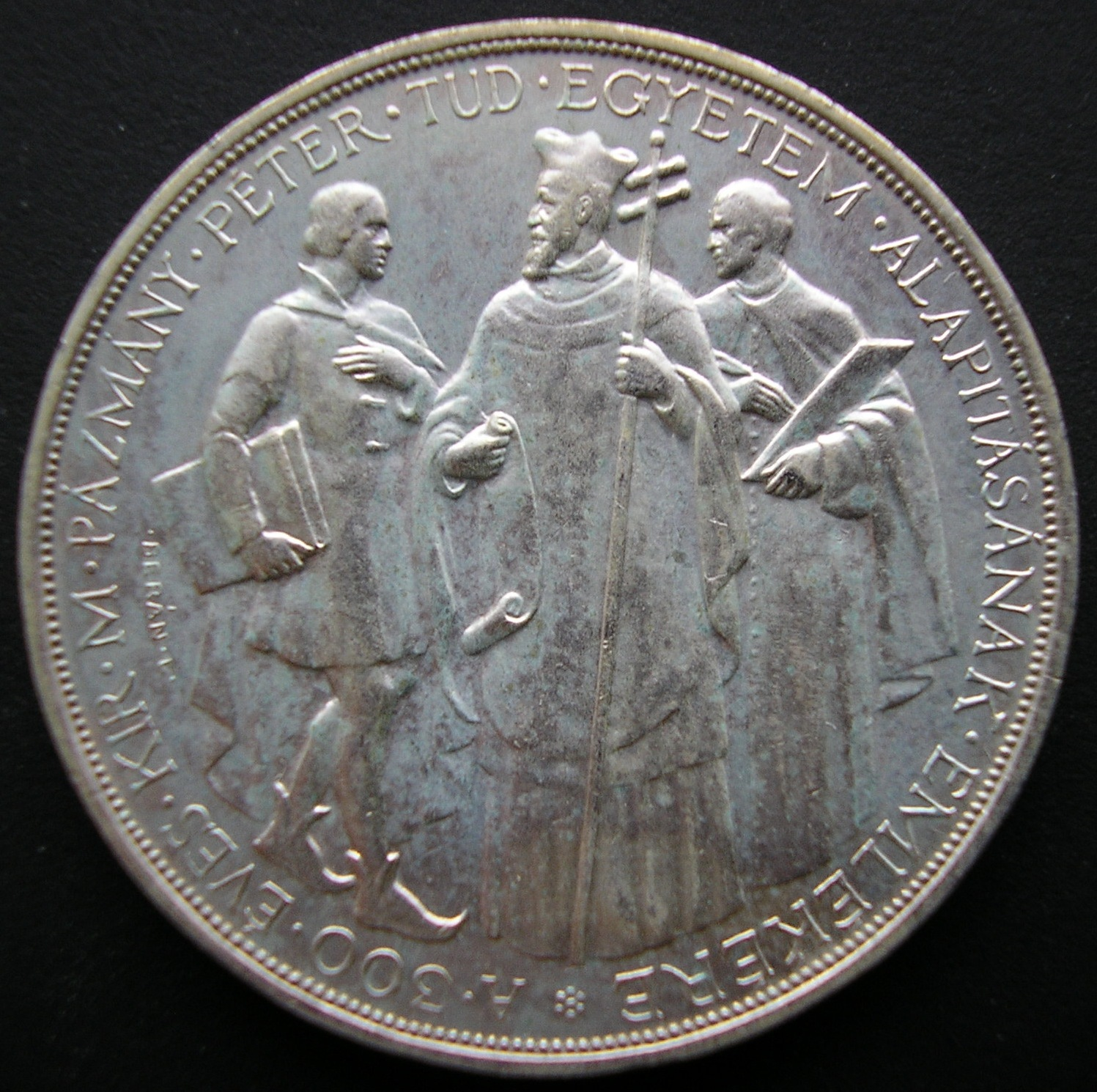
Pièce de monnaie à l'effigie de Pázmány (1935)

Le cardinal Ferenc Forgách meurt inopinément en 1615. Aussi bien le roi que l’aristocratie hongroise souhaite voir Pázmány prendre sa succession sur le prestigieux siège archiépiscopal. Une campagne de calomnies, à laquelle ses supérieurs religieux semblent donner foi le blesse profondément, au point qu’il souhaite être relevé de ses vœux jésuites et se retirer dans une chartreuse. 
Les accusations sont examinées par le pape lui-même et sont rejetées. L'Église de Hongrie a un urgent besoin d’un chef et Péter Pázmány est finalement nommé par le roi (28 septembre 1616), choix qui est confirmé par le pape Paul V deux mois plus tard. Il est consacré évêque à Prague le 12 mai 1617. 
Comme archevêque il mène la réforme catholique du pays de manière ferme et prudente, privilégiant les moyens spirituels. De 1619 à 1622 il doit s’exiler à Vienne, un soulèvement ayant porté Gábor Bethlen au pouvoir. C’est durant cet exil, semble-t-il, qu'il publie une remarquable traduction hongroise de l'Imitation du Christ. 
Pour la formation du clergé il fonde à Vienne (1623) le Pazmaneum. En 1635, il crée l'université de Nagyszombat (Trnava), déménagée à Buda vers la fin du XVIIIe siècle. Un collège jésuite est ouvert à Pozsony. Franciscains et clarisses sont invités, et les sœurs anglaises de Mary Ward pour l'éducation des jeunes filles.

### Cardinal et Primat
Il est créé cardinal par le pape Urbain VIII lors du consistoire du 19 novembre 1629. Comme primat de Hongrie il choisit de gouverner de manière collégiale réunissant la conférence des évêques en 1622, 1625 et 1628 et organisant de fréquents synodes régionaux, diocésains et autres. 
En politique il est fidèle à la maison de Habsbourg voyant en elle l'appui dont il a besoin pour le rétablissement de la foi catholique et pour la défendre contre l'ennemi turc. Une ambassade à Rome en vue de former une ligue de princes catholiques échoue étant donne la politique pro-française d’Urbain VIII. 

## Écrivain
Pázmány est un brillant communicateur autant par la plume que par la prédication. 23 de ses 45 œuvres sont composées dans la langue de son peuple : le hongrois. On le considère comme le père et rénovateur de la langue littéraire hongroise. Comme apologète son œuvre est convaincante et dramatique. Une œuvre de 1613 Isteni igazságra vezérlő kalauz (Guide de la vérité divine) eut un succès considérable comme œuvre de théologie fondamentale, comme démonstration religieuse chrétienne et catholique. 
Trois mois avant sa mort est publiée une sélection de sermons prononcés durant quarante ans de ministère au service de la Parole de Dieu. Ce sont des bijoux de pédagogie réaliste, souvent inspirée des Exercices spirituels de Saint Ignace. Son style est vif, intuitif, parfois proche du lyrisme. Si le roi Étienne est l'apôtre de la Hongrie, Pázmány est celui qui l'a rétabli dans la foi catholique. 

## Écrits
- Les Opera omnia de Pázmány ont été publiés en latin, à Budapest (6 vol.) en 1894-1905.